# Engelepogon antiochiensis
Engelepogon antiochiensis är en tvåvingeart som beskrevs av Tsacas 1964. Engelepogon antiochiensis ingår i släktet Engelepogon och familjen rovflugor.
Artens utbredningsområde är Turkiet. Inga underarter finns listade i Catalogue of Life.